# 우엉
우엉(greater burdock)은 국화과에 속하는 두해살이풀이다. 유럽, 중국 북동부, 시베리아 등에 분포하며 현재는 세계 각지에서 재배한다.

## 생태
곧은뿌리가 30~60 cm 자라고 끝에서 원줄기가 나와 50~150 cm 자란다. 잎은 밑에서 무더기로 나오고, 원줄기에서는 어긋나며 심장형이다. 표면은 짙은 녹색이지만 뒷면에 솜 같은 흰털이 밀생한다. 꽃은 7월에 피는데 검은 자줏빛이 돌며, 두화는 가지 끝에 산방상으로 달린다. 총포는 둥글고 포는 침형이며 끝이 갈고리처럼 생긴다. 꽃은 관상화이고 종자는 흑색이며 관모는 갈색이다. 꽃이 진 다음 열매를 맺고 죽는다. 품종으로는 뿌리가 길고 굵은 농야천과 육질이 좋고 단근인 사천 등이 있다. 우엉은 강건하여 병이 거의 없고 내한성이 매우 강하여 토질을 별로 가리지 않는다.

## 쓰임새
뿌리를 식용하기 위하여 재배하는데 조리법은 장아찌로 하거나 장·설탕에 조려 반찬으로 한다. 뿌리에는 아눌린과 약간의 팔미트산이 함유되어 있다. 유럽에서는 이뇨제와 발한제로 사용하고 종자는 부기가 있을 때 이뇨제로 사용하며, 인후통과 독충의 해독제로 쓴다. 우엉을 말리고 덖어 차로 마시면 우엉차에는 항산화 작용을 하는 폴리페놀과 레스베라트롤이 풍부하게 함유되어 있어 활성산소를 없애 노화를 방지한다. 또한, 혈액순환을 돕고 상처를 치료하는 사포닌이 들어있어 뇌질환, 심장병, 염증에 좋다. 콜레스테롤 수치를 낮추고 변비를 예방하기 때문에 다이어트에 도움이 된다. 타닌 성분이 소염작용을 하여 염증 억제 및 피부질환 개선으로 작용한다.

## 사진

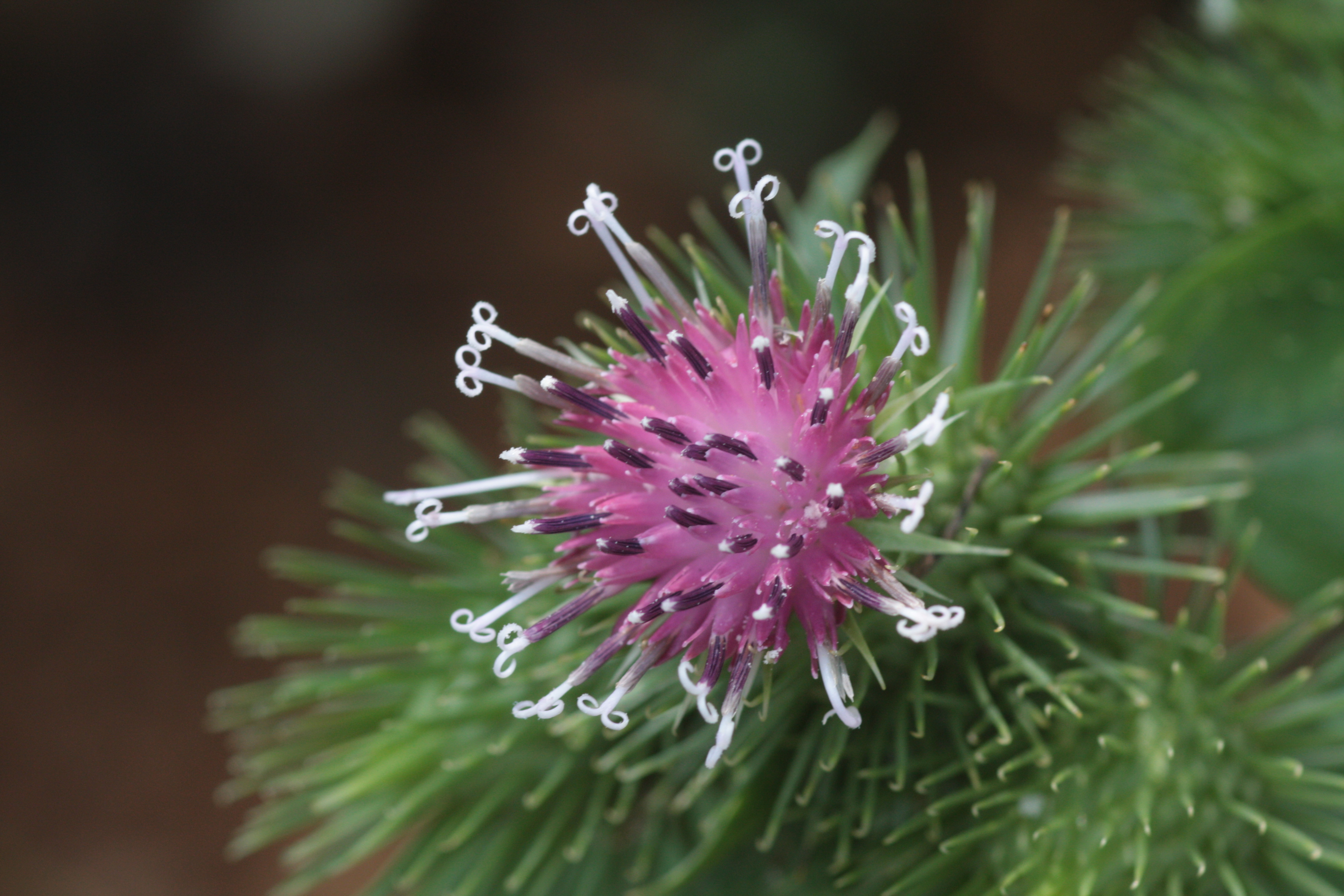
꽃
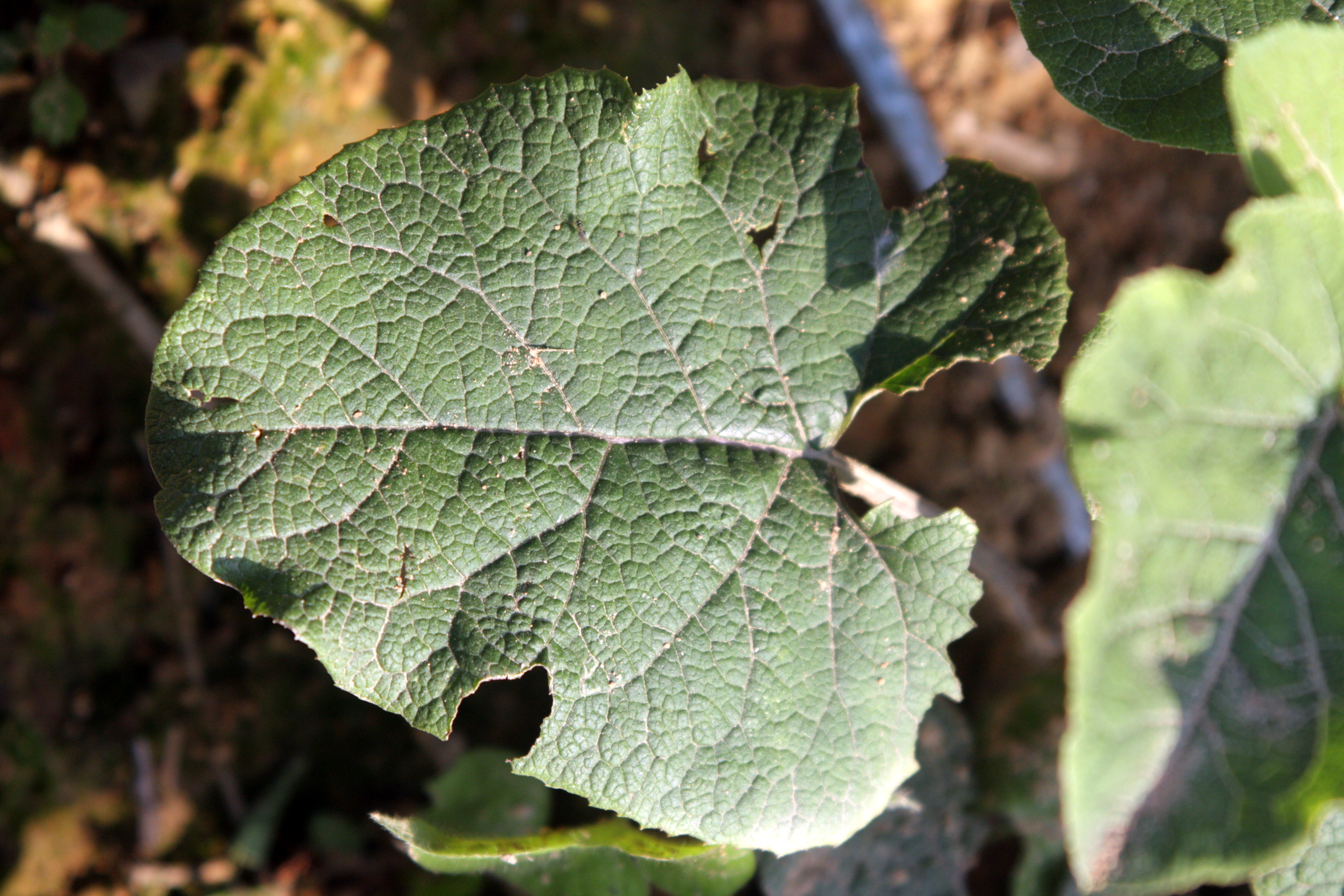
잎
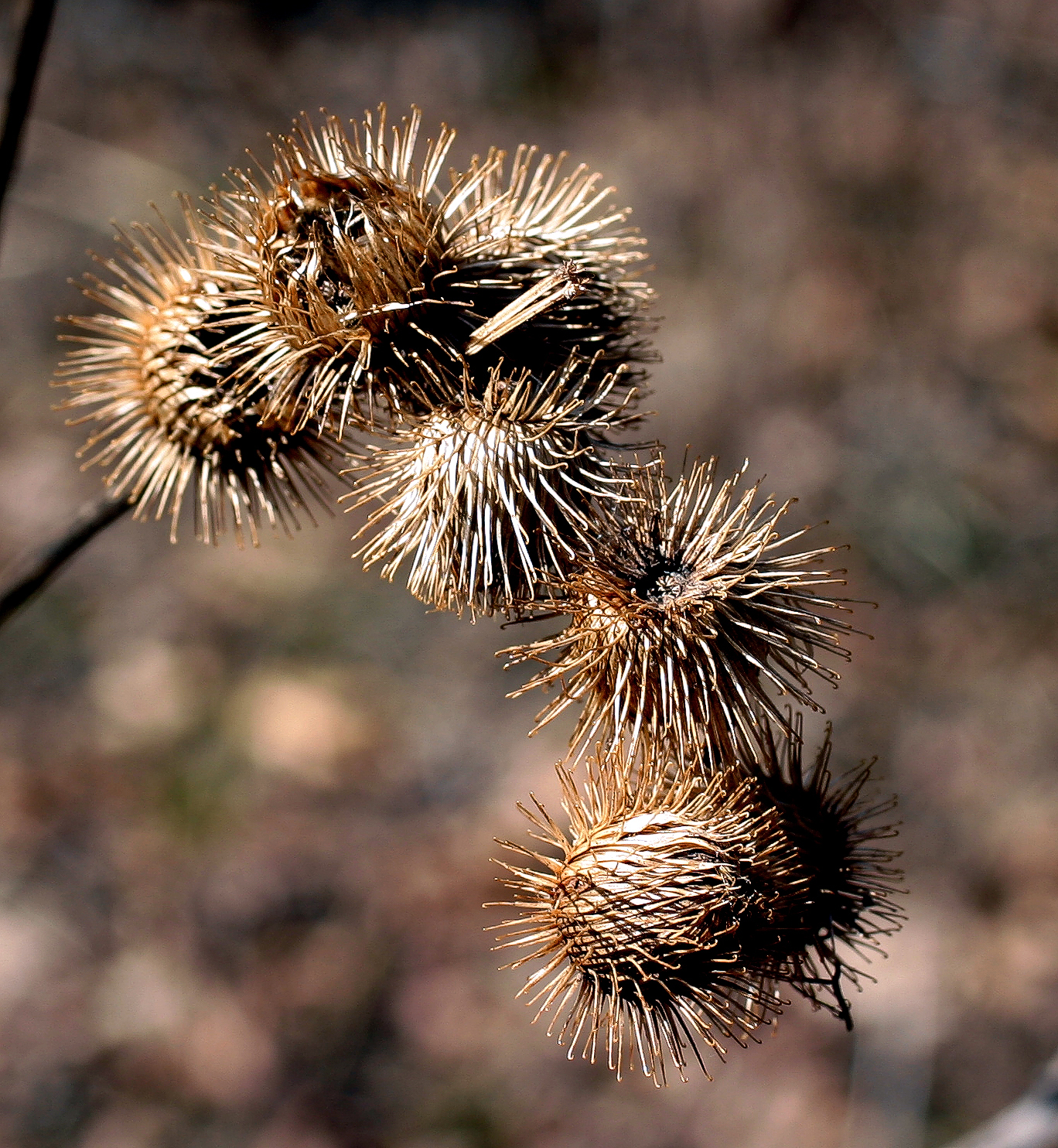
열매
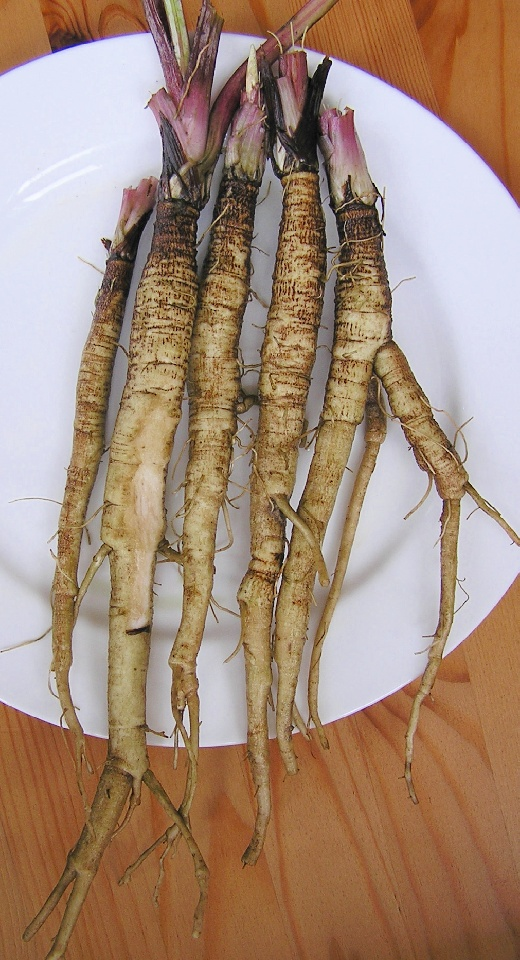
뿌리
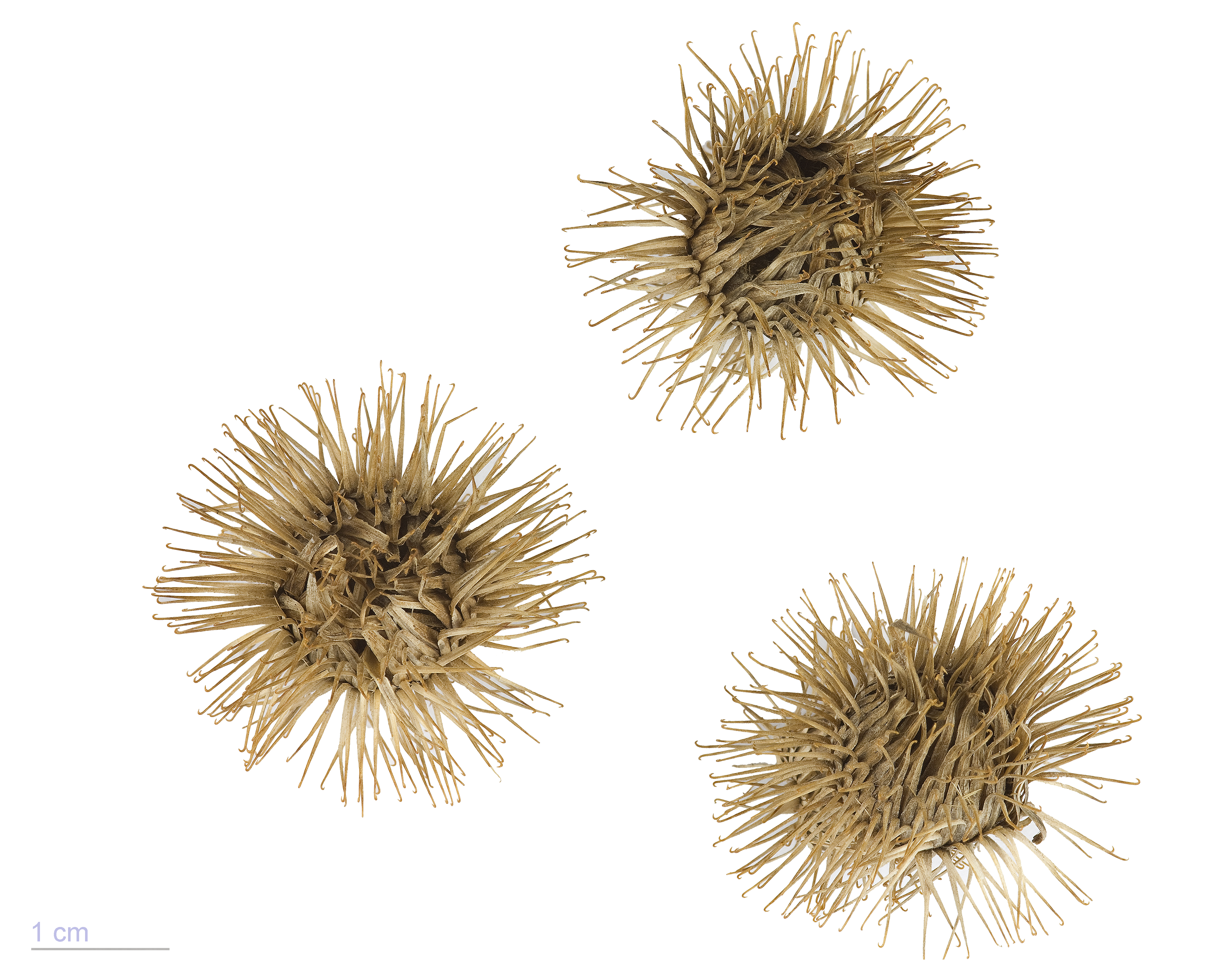
Arctium lappa - Museum specimen